# Fuchstangare
Die Fuchstangare (Orchesticus abeillei) ist die einzige Art der Gattung Orchesticus aus der Familie der Tangaren. Sie kommt in Brasilien vor. Der Gattungsname leitet sich vom altgriechischen ὀρχηστικός (orchēstikos = tänzerisch) ab und bezieht sich auf das geschickte Bewegen oder Springen der Art, das an tänzelnde Schritte erinnert. Das Artepitheton ehrt den französischen Naturforscher Grégoire Abeillé (1798–1848).

## Merkmale
Die Fuchstangare erreicht eine Körperlänge von 17 bis 18 cm und ein Gewicht von 31,5 g. Sie ähnelt den Töpfervögeln aus der Gattung Philydor, ihr Schnabel ist jedoch dicker, leicht gewölbt und schwärzlich. Die Stirn, der breite Augenstreif und das Gesicht sind zimtfarben. Eine lange, schmale schwärzliche Linie erstreckt sich von den Zügeln über die Augen bis zum Nacken. Der Mittelscheitel und der Hals sind bräunlich mit einer kräftigen grauen Tönung. Der Mantel, der Rücken und der Bürzel sind mittelbraun. Die Oberflügeldecken sind zimtfarben-rot, die Grunddecken dunkel mit einer kräftigen rötlichen Säumung. Die dunklen Schwungfedern sind zimtfarben umrandet, auf den Innenfahnen breiter, die Schirmfedern meist zimtfarben mit dunklen Innenfahnen. Der mittellange, dunkle Schwanz ist kantig und kräftig rötlich gefärbt. Die Kehle und die Unterseite, einschließlich der Unterschwanzdecken, sind stumpf zimtfarben. Die Unterflügeldecken sind orangefarben. Die Iris ist dunkelrot, der Schnabel schwärzlich. Die Beine sind hornfarben. Die Geschlechter ähneln sich. Die Jungvögel ähneln den adulten Vögeln, sind aber stumpfer in ihrer Gefiederfärbung.

## Verbreitung

Verbreitungsgebiet (grün) der Fuchstangare im Südosten Brasiliens

Das Verbreitungsgebiet erstreckt sich in Südost-Brasilien vom südlichen Bahia bis ins östliche Paraná und den Osten von Santa Catarina.

## Lebensraum
Die Fuchstangare bewohnt feuchte Vorgebirgs- und Bergwälder im Atlantischen Regenwald. Sie ist auch in den oberen Lagen von lichten oder offenen Wäldern, in Sekundärwäldern und hohen Bäumen in der Nähe von Siedlungsgebieten anzutreffen. Die Fuchstangare kommt in Höhenlagen von 750 bis 1600 m vor.

## Wanderungen
Das Zugverhalten der Fuchstangare ist nicht gut dokumentiert. Zumindest aus Espírito Santo und Rio de Janeiro gibt es Berichte, dass die Vögel während der kältesten Monate des Jahres von Nord- nach Süd-Bahia ziehen.

## Nahrungsverhalten
Die Nahrung besteht aus Insekten und gelegentlich aus Früchten. Die Fuchstangare geht paarweise oder in kleinen Gruppen hoch in den Baumkronen auf Nahrungssuche. Sie hüpft oder klettert entlang schattiger Äste und im Laub, untersucht Blattflächen, abgestorbene Blattbüschel, Bromelien, Moos, Flechten und Spinnennetze, wo sie die Insekten erbeutet.
Die Fuchstangare schließt sich gewöhnlich gemischten Schwärmen an, um Insekten jagen. Sie neigt dazu, in aufrechter Haltung zu sitzen. In Südostbrasilien ist sie häufig in gemischten Schwärmen mit dem sehr ähnlich aussehenden Ockerstirn-Blattspäher (Philydor rufum) anzutreffen.

## Lautäußerungen
Der Dämmerungsgesang ist ein extrem hohes sis-sis-sis-sis-sis'sssssssssssssst. Die letzte längere Phrase ist ein summendes, ansteigendes Zischen, schwach und leicht zu überhören. Dünne ansteigende Phrasen ähneln aus der Entfernung einigen Lautäußerungen von Tangaren der Gattung Thraupis. Der Tagesgesang kann dem Dämmerungsgesang ähneln oder etwas variiert werden, z. B. durch einige summende oder lispelnde Töne, denen ein sehr hohes, dünnes Durcheinander von Tönen vorausgeht oder folgt. Rufe während der Nahrungssuche umfassen extrem hohe und schwache tsee- oder tee-Töne.

## Fortpflanzungsverhalten
Ein Nest wurde im Oktober 1912 im Bundesstaat Rio de Janeiro in einer Bromelie an einem Baumstamm gefunden. Zwei Eier, vermutlich aus demselben Gelege, waren rosa-weiß, kastanienbraun und dunkel rotbraun gefleckt, mit einigen lavendelfarbenen Sprenkeln, vor allem am größeren Ende. Bei einer mutmaßlichen Balz standen sich Männchen und Weibchen bewegungslos und aufrecht mit hängenden Flügeln sowie gesenktem und gespreiztem Schwanz gegenüber.

## Gefährdung und Schutz
Die Fuchstangare wird von der IUCN als potentiell gefährdet (near threatened, NT) klassifiziert. Sie gilt als selten bis ziemlich häufig. Sie bewohnt montane Wälder in der Atlantikküstenregion, die weniger von der Abholzung betroffen sind, als die nahe gelegenen Tieflandgebiete. Im nördlichen Teil des Verbreitungsgebiets, in Bahia (insbesondere im Überwinterungsgebiet), ist die Abholzung sehr umfangreich, und darüber hinaus sind die meisten verbleibenden Waldstücke geschädigt oder abgeholzt und verbrannt worden, um sie in landwirtschaftliche Nutzflächen und Rinderfarmen umzuwandeln. Die Fuchstangare kommt in mehreren Schutzgebieten vor, darunter in den Nationalparks Itatiaia und Serra dos Órgãos, ist aber inzwischen gefährdet, da die verbleibenden Schutzgebiete disjunkt sind und fast alle ungeschützten Gebiete von der Abholzung bedroht sind.